# Leasing
Il leasing (pron. /ˈliːsɪŋ/, con s sorda; dall'inglese: lease /liːs/; letteralmente: noleggio) è il contratto d'affitto con cui una parte (il concedente o locatore, in inglese: lessor) lascia in godimento all'altra parte (l'utilizzatore o locatario, in inglese: lessee) un bene dietro corrispettivo e per un determinato periodo di tempo, alla scadenza del quale la parte che ha in godimento il bene può restituirlo o divenirne proprietario pagando la differenza tra quanto già versato ed il valore del bene.

## Descrizione
Lo sviluppo del leasing finanziario ed operativo è dovuto essenzialmente alla convenienza fiscale rispetto ad un acquisto diretto. Altro vantaggio è l'intestazione del bene in capo alla società locatrice, che nella maggior parte dei casi provvede alla manutenzione e riparazione di esso.
Fiscalmente la durata minima contrattuale del leasing non può essere inferiore ai 2 o 3 anni della vita utile del bene; fanno da riferimento le tabelle ministeriali di ammortamento in uso per le varie attività economiche. Pertanto, grazie ad un termine più ravvicinato rispetto alla normale obsolescenza del bene, il locatario risulta aver sostenuto un maggior onere, deducibile dal reddito complessivo, e in tal modo si genera un risparmio di imposta. Fanno eccezione alla regola dei 2/3 anni le autovetture, per le quali la durata contrattuale è di minimo 48 mesi, e gli immobili (minimo 18 anni).
La differenza che maggiormente distingue un leasing da un mutuo o da un'altra operazione finanziaria sta nella convenienza che ha il locatario a non dover anticipare varie imposte, che vengono distribuite sulle singole rate di leasing. Un esempio: se un bene o un immobile che richiede un esborso molto alto si acquista con un finanziamento (ipotecario o chirografario), le imposte si assolvono al momento dell'acquisto con IVA o imposta di registro (fase impositiva), per cui l'acquirente ha un'uscita finanziaria piena. Un eventuale credito d'imposta che potrebbe formarsi si utilizza in compensazione successivamente. Con l'opzione del leasing, che finanzia il costo del bene e le imposte (in termini pratici si arriva a finanziare il 122%), è la società di leasing che viene a trovarsi in una situazione di credito d'imposta, mentre l'utilizzatore beneficia della dilazione delle tasse (IVA o Imposta di registro) sulle rate periodiche e sul riscatto finale, spostando così nel tempo un'uscita finanziaria che altrimenti sarebbe stata immediata.
Le società di leasing offrono anche altri vantaggi, come la possibilità di contrarre leasing estero che permette di acquistare un bene in leasing in un paese con la normativa più favorevole all'utilizzatore. Ad esempio: è preferibile che una barca importante batta bandiera estera (Isole del Canale, BVI, ecc.) e non italiana, perché le norme del registro delle unità da diporto in Italia impongono come equipaggio minimo un comandante e due marinai, a differenza di quanto avviene all'estero.

## Tipologia
In genere si distingue tra leasing finanziario e leasing operativo.
- Il leasing finanziario è un'attività finanziaria tenuta dalle banche. Le società di leasing svolgono principalmente un'attività creditizia mediante la stipulazione di contratti di locazione finanziaria, che hanno implicitamente la funzione di soddisfare fabbisogni finanziari emergenti da decisioni di investimento. La disponibilità di un bene può essere ottenuta mediante due modalità: l'acquisto diretto del bene con capitale proprio o il debito attraverso un contratto di leasing. La società di leasing nella veste di locatore concede il bene al locatario per un tempo determinato contro il pagamento di un canone periodico. Pertanto la funzione di finanziamento si esplica nel fatto che la spesa per l'acquisto è sostenuta dal locatore, mentre il locatario è avvantaggiato dalla dilazione del pagamento. La conseguenza di questa formula è che la proprietà del bene locato appartiene alla società di leasing fino all'eventuale riscatto da parte del cliente. Le società di leasing finanziano investimenti produttivi, beni mobili (macchinari, impianti industriali), beni immobili (stabilimenti industriali, centri commerciali)
- Il leasing operativo viene effettuato direttamente dal costruttore del bene, ad esempio il leasing su autovetture di varie case automobilistiche.

La locazione finanziaria è un contratto di durata il cui corrispettivo va calcolato secondo criteri finanziari e quindi tenendo conto non soltanto del costo del bene, ma anche del prezzo pattuito per l’opzione d’acquisto finale e della durata del contratto. Elemento essenziale del contratto è la previsione dell’opzione finale di acquisto del bene a favore dell’utilizzatore ad un prezzo prestabilito. Alla scadenza l’utilizzatore ha il diritto di divenire proprietario del bene esercitando l’opzione di riscatto; altrimenti ha l’obbligo di restituire il bene al concedente.

## Utilizzo
A seconda delle caratteristiche del bene oggetto del contratto si è soliti distinguere:
- il leasing automobilistico per autoveicoli
- il leasing strumentale per macchine utensili, impianti tecnico-produttivi, attrezzature, arredi...
- il leasing immobiliare per immobili costruiti e da costruire.
- il leasing navale per navi e imbarcazioni da diporto
- il lease-back per immobili, impianti, marchi, brevetti...
- il dry lease e il wet lease, forme utilizzate prevalentemente per gli aeromobili